# Wapen van Koekelberg

Wapen van Koekelberg

Het wapen van Koekelberg is nooit officieel toegekend door de koning van België, of een minister. Het huidige wapen is in 1984 ontworpen en sinds 1991 in gebruik door de Brusselse gemeente Koekelberg. Het wapen is ontworpen op basis van een schepenzegel uit 1618, dat het wapen van Frans van Zinnicq toont.

## Blazoenering
De blazoenering van het wapen luidt als volgt:
Van zilver een gevelde eik van natuurlijke kleur op een terras van sinopel, de stam omwikkeld van een slang van azuur. Het schild getopt van een zilveren helm, getralied en geboord van goud, gevoerd van keel, mantel van zilver en sinopel. Helmteken: kop en de nek van een draak van azuur, getongd van keel
Het wapen is zilver (wit) van kleur met daarop een eik staande op een groen terras. In de eik kronkelt een blauwe slang omhoog. Op het schild een zilveren ridderhelm met gouden tralies. De binnenkant van de helm is rood gevoerd. Als helmteken een kop van een blauwe draak met een rode tong. De wrong en het dekkleed zijn van zilver en groen.